# 騎士精神2
《騎士精神2》是一款2021年發行的多人砍殺動作遊戲，由Torn Banner Studios開發，Tripwire Interactive發行於Windows、PlayStation 4、PlayStation 5、Xbox One、Xbox Series X/S平台。此遊戲是《騎士精神：中世紀戰爭》（2012年）的續作。

## 遊戲玩法
《騎士精神2》是一款動作遊戲，玩家可用第一人稱或第三人稱視角進行遊戲，並可以步行或騎馬。在遊戲中，玩家可以使用各種中世紀冷兵器，如戰鎚、錘矛、長劍、戰斧、弓等。新武器可以在地圖的武器儲藏室中找到。遊戲共有三種基本的近戰攻擊模式：橫斬、縱斬和刺擊，它們可以組成一套連擊。除此之外，玩家還需要格擋敵方的攻擊，在正確的時機格擋可以避開對手並招架他們的攻擊。玩家還得注意何時揮動武器，因為揮擊後可能會誤傷友軍。玩家可以撿拾被肢解或斬首的玩家的四肢和頭顱並將其當作武器。玩家還可以向敵人投擲近戰武器，這可能會讓敵人在毫無防備下被打倒。
遊戲中的團隊模式都是阿加莎骑士团和梅森騎士團相互對抗。第三個派系特諾西亞在後來的更新中發布。遊戲包括團隊目標（最多支援64名玩家遊玩）和团队死亡竞赛模式，以及自由混戰死亡競賽模式。在團隊目標模式中，其中一組必須闖入敵方的城堡，並根據地圖摧毀最終目標，護送玩家控制的公爵到安全區，消滅敵方公爵，或者殺死所有剩餘的敵方玩家，而另一組則負責保衛城堡。戰鬥分為多個階段，每個階段都有自己的目標。在某些地圖上，一旦攻擊方成功攻占城堡，攻擊方或防守方（取決於地圖）中的頂尖玩家可以成為公爵並獲得各種遊戲特權。戰鬥的每個階段都有計時，如果攻擊方未能在規定時間內完成目標，則防守方獲勝。
《騎士精神2》共有4個主要職業，每個主要職業包含3個子職業。主要職業分別為骑士、步兵、先鋒及弓箭手。
2021年10月26日，遊戲推出了「亂鬥模式」，該模式是一種最多支持40名玩家遊玩的自由混戰模式，允許玩家使用非傳統武器，如魚、椅子、瓶子、擀麵杖、麵包和火雞腿等。

## 開發
2017年，Torn Banner Studios開始開發該遊戲。Torn Banner Studios表示，該遊戲並不是被設計為劍戰模擬遊戲，並且戰鬥更類似於「酒吧鬥毆而不是擊劍比賽」，因為玩家可以使用他們在戰場上找到的任何東西作為武器，蒙提·派森是此玩法的靈感來源。遊戲開發過程中的主要目標是擴大規模，將玩家人數大幅增加至64人。遊戲中的團隊目標模式以大規模戰鬥為特色，此遊戲玩法和結構受到了《冰與火之歌：權力遊戲》和《魔戒》的啟發，該團隊將其描述為「流暢的電影體驗」。
遊戲發行商Tripwire Interactive在2019年電子娛樂展上宣布了《騎士精神2》 。公開測試於2021年5月27日啟動，一直持續到6月1日。Tripwire Interactive表示，該遊戲將通過Epic遊戲商城為Microsoft Windows發布，將在PC上獨占一年。2022年6月8日，遊戲於Steam、PlayStation 4、PlayStation 5、Xbox One、Xbox Series X/S上發布正式版，支持跨平台遊戲。2022年10月4日，該遊戲在Xbox Game Pass上架。

## 評價
本作在評論匯總網站Metacritic上獲得了總體好評。
IGN的莉安娜· 哈弗（Leana Hafer）稱讚了《騎士精神2》的戰鬥，她表示遊戲的戰鬥系統可以「限制技術精湛的玩家主宰戰場」。PC Gamer的泰勒·王爾德（Tyler Wilde）則喜歡這款遊戲平衡戰鬥和描述喜劇的方式，將其描述為「高技術和低俗喜劇的完美結合，是最好的中世紀戰鬥遊戲」。PCGamesN的喬丹（Jordan）很喜歡遊戲的地圖，他將這些區域的設計和規模比作「好萊塢大片」。Rock, Paper, Shotgun的布蘭登·考德威爾（Brendan Caldwell）則表示遊戲中的職業提供了各種不同的遊戲風格。
2021年8月19日，Torn Banner Studios宣布該遊戲已售出超過100萬份。在Steam發布後10天內又賣出了30萬份。

## 外部連結
- 官方网站